# Anatoli Fomenko
Anatoli Timofejevitsj Fomenko (Russisch: Анатолий Тимофеевич Фоменко, Oekraïens: Анатолій Тимофійович Фоменко) (Donetsk, 13 maart 1945) is een Russisch wiskundige.
Fomenko is bekend door zijn werk op het gebied van de topologie maar ook door zijn "Nieuwe Chronologie", waarin hij de datering van Bijbelse gebeurtenissen met statistisch onderzoek op basis van astronomische berekeningen bekritiseert.
Fomenko is de auteur van de theorie van invarianten en topologische rangschikking van integreerbare Hamiltoniaanse dynamische systemen. Hij is de auteur van 180 wetenschappelijke publicaties, 26 monografieën en handboeken op wiskundig gebied en een specialist in geometrie en topologie. 
1. ↑  https://new.ras.ru/staff/akademiki/fomenko-anatoliy-timofeevich/.